# Athous warchalowskii
Athous warchalowskii là một loài bọ cánh cứng trong họ Elateridae. Loài này được Platia & Tarnawski miêu tả khoa học năm 1998.